# الديمقراطية في العراق
تعتبر الديمقراطية في العراق عملية ناشئة، لكن العراق حقق نهجًا أكثر ديمقراطية من معظم الدول المحيطة. حصل العراق على 3.51 من عشرة على مؤشر الديمقراطية الاقتصادي لعام 2021، والذي يعتبر استبداديًا. حصل العراق على 0.362 على مؤشر الديمقراطية الانتخابية عام 2023، ليحتل المرتبة الثالثة على مستوى الشرق الأوسط والمرتبة 115 على مستوى العالم. إن الحروب العديدة والفساد والصراعات الأهلية والعِرقية في العراق جعلت من الصعب ظهور حكومة ديمقراطية مستقرة.
وبحسب دستور العراق، فإن الحكومة العراقية هي جمهورية ديمقراطية برلمانية اتحادية تمثيلية. وهو نظام متعدد الأحزاب، حيث يمارس السلطة التنفيذية رئيس مجلس الوزراء بصفته رئيس الحكومة، وكذلك رئيس العراق، وتتولى السلطة التشريعية مجلس النواب. يعين رئيس وزراء العراق مجلس الوزراء، الذي يعمل بمثابة مجلس الوزراء.

## التاريخ
كان العراق تاريخيًا (قبل 2003) تحت حكم الملوك والطغاة ولم يكن ديمقراطيًا أبدًا. لسنوات، ناضل الأكراد من أجل الحكم الذاتي والاستقلال عن العراق فيما يعرف النزاع العراقي الكردي. وفي عام 1992، شكل الأكراد حكومتهم الخاصة، وهي حكومة إقليم كردستان.

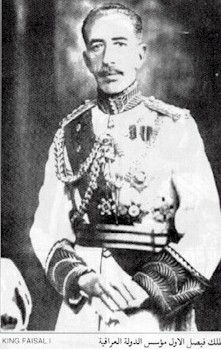
فيصل الأول ملك العراق من سنة 1921 إلى 1933

ومن عام 1831 إلى عام 1917 كان العراق تحت سيطرة الإمبراطورية العثمانية. هزمت الإمبراطورية البريطانية العثمانيين في عام 1917 وبدأت حكم البلاد تحت الانتداب البريطاني على العراق. قرر البريطانيون التراجع عن الإدارة المباشرة وإنشاء نظام ملكي لرئاسة العراق مع الحفاظ على الانتداب، بسبب قلقهم من الاضطرابات في الدولة المنتدبة. وقرروا في مؤتمر القاهرة في مارس 1921 أن المرشح الجيد لحكم العراق الانتدابي هو فيصل الأول بسبب موقفه التصالحي الواضح تجاه القوى العظمى وبناءً على نصيحة تي إي لورانس (المعروف أكثر باسم لورنس العرب). وهكذا، فرضت بريطانيا الملكية الهاشمية على العراق وحددت الحدود الإقليمية للعراق دون مراعاة سياسات المجموعات العرقية والدينية المختلفة في البلاد، ولا سيما السياسات الخاصة بالأكراد والآشوريين في الشمال. ونتيجة لذلك حارب الشيعة والأكراد من أجل الاستقلال أثناء الاحتلال البريطاني.
منح البريطانيون الاستقلال للمملكة العراقية في عام 1932. وحكم فيصل الأول حتى وفاته عام 1933، ليخلفه ابنه غازي الأول (1933-1939)، وابن غازي فيصل الثاني (1939-1958).
وفي عام 1958، حدث الانقلاب المعروف بثورة 14 تموز بقيادة العميد عبد الكريم قاسم. كانت هذه الثورة مناهضة بشدة للإمبريالية والملكية بطبيعتها، وكان لها عناصر اشتراكية قوية. وقُتل في الانقلاب العديد من الأشخاص، من بينهم الملك فيصل الثاني، والأمير عبد الإله، ونوري السعيد. سيطر قاسم على العراق من خلال الحكم العسكري، وفي عام 1958 بدأ عملية تقليص الفائض من الأراضي المملوكة لعدد قليل من المواطنين بالقوة وجعل الدولة تعيد توزيع الأراضي. وأطاح به العقيد عبد السلام عارف في انقلاب فبراير 1963. وبعد وفاة الأخير عام 1966، خلفه أخوه عبد الرحمن عارف الذي أطاح به حزب البعث عام 1968. أصبح أحمد حسن البكر أول رئيس بعثي للعراق، ولكن بعد ذلك أصبحت الحركة تدريجيًا تحت سيطرة صدام حسين، الذي تولى الرئاسة وسيطرة مجلس قيادة الثورة، ثم الهيئة التنفيذية العليا في العراق، في عام يوليو 1979. كان العراق في عهد صدام حسين يعتبر نظامًا استبداديًا. قام النظام الجديد بتحديث الريف والمناطق الريفية في العراق، وميكنة الزراعة وإنشاء التعاونيات الزراعية. إلا أن طموح الحسين سرعان ما قاده إلى التورط في صراعات مختلفة، كانت نتائجها كارثية على البنية التحتية للعراق. قام حسين، وهو عربي سني، بقمع انتفاضة كردية بوحشية خلال الحرب الإيرانية العراقية باستخدام الأسلحة الكيميائية وغيرها من الوسائل العشوائية التي قتلت ما بين 100.000 إلى 200.000 كردي.
أثناء الحرب الباردة، تنافست الولايات المتحدة والاتحاد السوفيتي على الحلفاء في الشرق الأوسط مما أدى إلى توقيع العراق معاهدة مع الاتحاد السوفيتي. وفقًا للمؤرخ تشارلز آر إتش تريب، فقد أزعجت المعاهدة "النظام الأمني الذي ترعاه الولايات المتحدة والذي تم إنشاؤه كجزء من الحرب الباردة في الشرق الأوسط. ويبدو أن أي عدو لنظام بغداد كان حليفًا محتملاً للولايات المتحدة".

### الاحتلال الأمريكي (2003–2011)
أدى الغزو الذي قادته الولايات المتحدة للعراق في عام 2003 إلى الإطاحة بإدارة صدام حسين، بغرض إزالة أسلحة الدمار الشامل. وسرعان ما أصبح تعزيز الديمقراطية الهدف الثاني المعلن للولايات المتحدة في العراق.

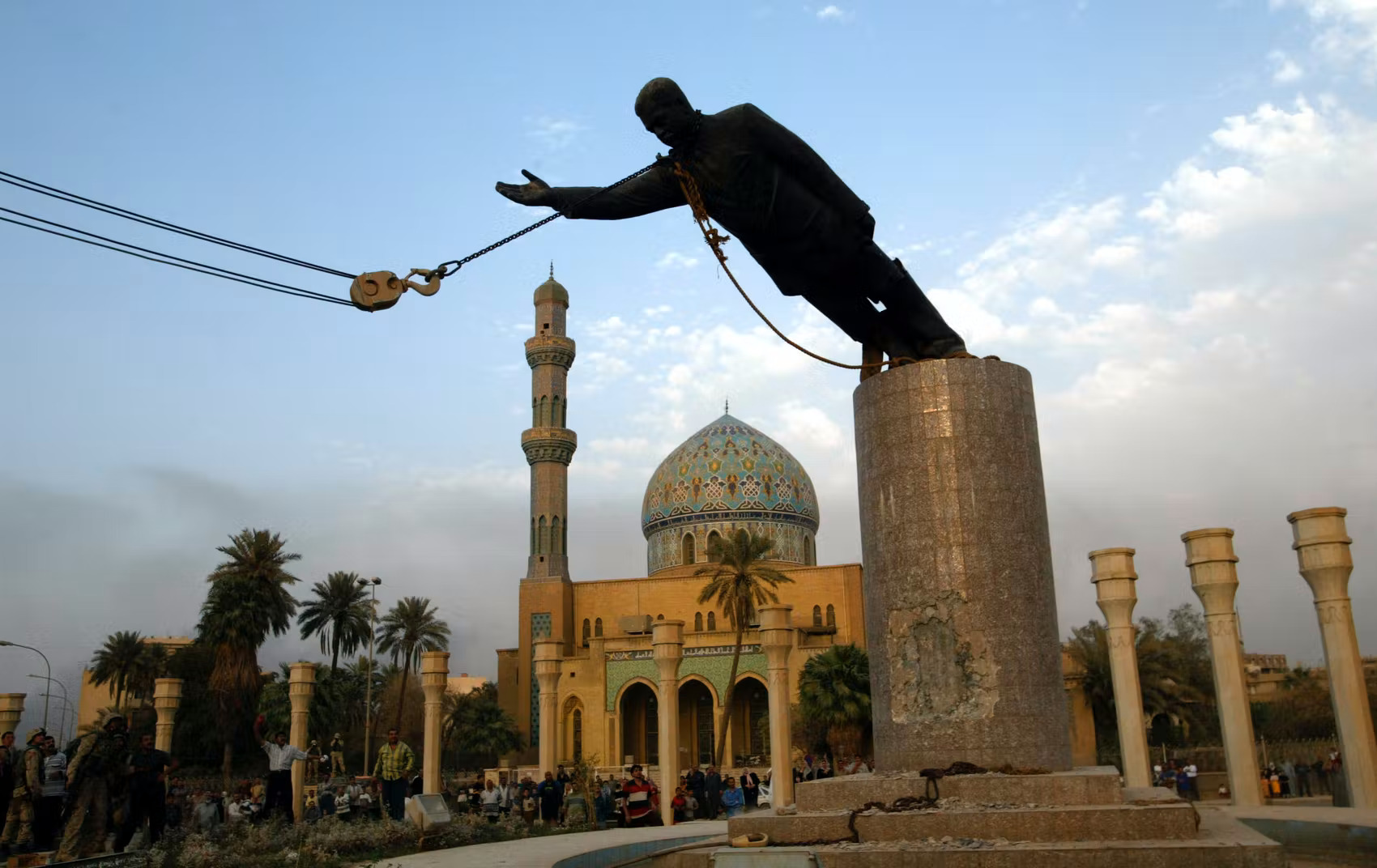
إسقاط تمثال صدام حسين في ساحة الفردوس ببغداد عام 2003

من مايو 2003 حتى يونيو 2004، حكمت سلطة الائتلاف المؤقتة بقيادة الولايات المتحدة العراق، والتي كانت، اعتبارًا من يوليو 2003، يساعدها مجلس الحكم العراقي، الذي يتكون من زعماء العشائر الذين عينتهم سلطة الائتلاف المؤقتة لتقديم المشورة للحكومة المؤقتة التابعة لسلطة الائتلاف المؤقتة. في يونيو 2004، تم تسليم السيادة على العراق مرة أخرى من الولايات المتحدة إلى الحكومة العراقية المؤقتة بقيادة رئيس الوزراء المؤقت إياد علاوي، وتوجه الناخبون العراقيون إلى صناديق الاقتراع في يناير 2005 لانتخاب 275 عضوًا في الجمعية الوطنية للحكومة الانتقالية العراقية. وكانت هيئة انتقالية مكلفة بكتابة دستور البلاد. وأعقب ذلك انتخابات أخرى في ديسمبر 2005 لاختيار أعضاء الهيئة التشريعية الدائمة.
أسفرت هذه الانتخابات عن تشكيل «حكومة وحدة وطنية» - وهي كلمة سر لحكومة تم تشكيلها على أساس نظام المحاصصة - في مايو 2006، وتتكون من أكبر أربعة أحزاب في البرلمان المؤلف من 275 مقعدًا: العراقيون الموحدون. التحالف (128 مقعداً) الذي ضم جميع الأحزاب الشيعية الرئيسية؛ التحالف الكردستاني (53 مقعدًا) ويتكون من الأحزاب (الحاكمة) الرئيسية في كردستان العراق؛ جبهة التوافق العراقية (التوافق) (44 مقعداً) وتتكون من الأحزاب العربية السنية؛ والقائمة الوطنية العراقية (25 مقعداً)، وهي حزب علماني يتألف من السنة والشيعة. ومع ذلك، كانت هجمات المتمردين وغيرها من أعمال العنف شائعة وأدت إلى عدم الاستقرار الذي طال أمده في البلاد.
حتى عام 2008 (على الأقل)، كانت الانتخابات البرلمانية في العراق حرة ونزيهة عمومًا، مع إقبال كبير على التصويت، لكن شابتها أعمال عنف في كثير من الأحيان. كما يُختار رئيس الجمهورية، الذي يتمتع بسلطات حقيقية قليلة ولكن يمكنه العمل وسيطًا غير رسمي بين التجمعات السياسية المختلفة، من قبل البرلمان.
على الرغم من إنفاق المليارات لتعزيز الديمقراطية في العراق، فإن محاولة الولايات المتحدة لتشكيل حكومة ديمقراطية تعتبر فاشلة إلى حد كبير وقد أطلق عليها اسم «خيبة الأمل الديمقراطية». توصلت دراسة تكاليف الحرب التي أجراها معهد واتسون للدراسات الدولية التابع لجامعة براون عام 2011 إلى أن الترويج للديمقراطية كان معيبًا منذ البداية في العراق، مشيرة في وقت مبكر من عام 2006 إلى أنه «كانت هناك علامات واضحة على أن عراق ما بعد صدام لن يكون المحور الأساسي من أجل شرق أوسط ديمقراطي جديد.» وكان الفساد متفشياً بينما كانت الولايات المتحدة تستعد لسحب العديد من قواتها القتالية.

### احتجاجات 2011
أعلن رئيس الوزراء العراقي نوري المالكي في عام 2011، وفي محاولة لمنع الاضطرابات المحتملة، أنه لن يترشح لولاية ثالثة ودعا إلى تحديد مدة دستورية محددة. ومع ذلك، تجمع مئات المتظاهرين في العديد من المناطق الحضرية الكبرى في العراق في 12 فبراير (خاصة بغداد وكربلاء) مطالبين باتباع نهج أكثر فعالية في قضية الأمن القومي والتحقيق في قضايا الفساد الفيدرالي، فضلاً عن اتخاذ الحكومة إجراءات لجعل الخدمات العامة عادلة ونزيهة يمكن الوصول إليها. وأسفرت الاحتجاجات عن مقتل 45 شخصًا على الأقل، من بينهم 29 شخصًا على الأقل في 25 فبراير 2011، «يوم الغضب».

### الحرب ضد تنظيم الدولة الإسلامية (2013–2017)
أدت الحرب التي شنها العراق وحلفاؤه ضد تنظيم الدولة الإسلامية إلى ظهور العديد من قضايا حقوق الإنسان. قُتل ما يقرب من 19 ألف مدني في العراق في أعمال العنف المرتبطة بتنظيم داعش بين يناير/كانون الثاني 2014 وأكتوبر/تشرين الأول 2015. أعدم تنظيم داعش ما يصل إلى 1,700 من طلاب القوات الجوية العراقية الشيعية من معسكر سبايكر بالقرب من تكريت في 12 يونيو 2014. أدت الإبادة الجماعية للأيزيديين على يد تنظيم داعش إلى طرد الشعب الأيزيدي وهروبه ونفيه الفعلي من أراضي أجدادهم في شمال العراق.
وفقًا لمجلة نيوزويك، زعمت منظمة العفو الدولية أن «القوات الحكومية العراقية والميليشيات شبه العسكرية قامت بتعذيب واحتجاز تعسفي وإخفاء قسري وإعدام آلاف المدنيين الذين فروا من حكم تنظيم الدولة الإسلامية». ويزعم التقرير، الذي يحمل عنوان «معاقبون على جرائم داعش»، أن الآلاف من الرجال والفتيان السنة قد اختفوا قسرياً على يد القوات الحكومية العراقية والميليشيات.

### احتجاجات 2019
شهد العراق في عام 2019 سلسلة من الاحتجاجات تمثلت في المظاهرات والمسيرات والاعتصامات والعصيان المدني. بدأت في 1 أكتوبر 2019، وهو التاريخ الذي حدده نشطاء مدنيون على وسائل التواصل الاجتماعي، وانتشروا بشكل رئيسي في المحافظات الوسطى والجنوبية من العراق، احتجاجًا على الفساد والبطالة والطائفية السياسية وعدم كفاءة الخدمات العامة والتدخل. ثم تصاعد الاحتجاج إلى دعوات للإطاحة بالحكومة العراقية وسرعان ما أجبرت الحكومة الحالية على الاستقالة في ديسمبر 2019، وفي ذلك الوقت قُتل أكثر من 400 متظاهر وأصيب عدد أكبر. استمرت المظاهرات على مستوى البلاد في العراق طوال الربع الأول من عام 2020، لكن الزخم بدأ يتضاءل مع بدء الإرهاق، وأخيرًا، أدت إجراءات الإغلاق المرتبطة بجائحة كوفيد-19 إلى إنهاء الحركة. ومع ذلك، فإن المطالب الرئيسية للمحتجين (تحسين الحكم، والخدمات العامة، وفرص العمل) ظلت في الغالب دون تلبية. إن فكرة أن مزايا ثروات البلاد النفطية الكبيرة لا يشعر بها العراقيون العاديون هي جوهر السخط، مع إلقاء اللوم على الفساد، سواء على المستوى المحلي في السياسة العراقية أو على المستوى الدولي نتيجة للنفوذ الأجنبي. كان العراق غارقًا في جمود سياسي خلال معظم عام 2020، حيث تقاتلت التجمعات السياسية المتنافسة للاتفاق على زعيم. ولكن منذ تعيين مصطفى الكاظمي رئيسًا للوزراء في 7 مايو 2020، يُزعم أن «عناصر بارزة داخل البرلمان العراقي» لم يتم تسميتها ظلت حجر عثرة أمام أي «تقدم إصلاحي» (غير مسمى). ونتيجة لذلك، فإن الفئة التي حصلت على أدنى الدرجات في العراق هي الأداء الحكومي، حيث حصلت على درجة صفر. حصل العراق على ثاني أدنى درجة في فئة الحريات المدنية، بدرجة 1.18، بانخفاض عن 1.76 في عام 2019. وترجع الدرجة الضعيفة جزئيا إلى قيود الإغلاق (التي كان لها تأثير عالمي على الحقوق المدنية)، لكنها ويرجع ذلك أيضًا إلى مزاعم زيادة استخدام الاعتقالات التعسفية ومزاعم استخدام التعذيب للحصول على اعترافات من الإرهابيين المشتبه بهم (بما في ذلك أعضاء تنظيم الدولة الإسلامية والقاعدة). وقد اتُهم أفراد الأمن والميليشيات المسلحة، على وجه الخصوص، باستخدام أساليب قمعية لقمع الاحتجاجات، بما في ذلك استخدام الرصاص الحي. وبسبب أعمال الاحتجاج التي لا تزال متقطعة، يحتفظ العراق بتصنيفات عالية نسبيا في كل من فئتي المشاركة السياسية والثقافة السياسية.

### الأزمة السياسية 2021-2022
بعد الانتخابات البرلمانية التي جرت في العراق في تشرين الأول/أكتوبر 2021، استغرق تشكيل حكومة عراقية جديدة اثني عشر شهرًا: وهو أطول مأزق من نوعه منذ الغزو الذي قادته الولايات المتحدة عام 2003. وكان الصراع بين التيار الصدري، أنصار الزعيم الديني الشيعي مقتدى الصدر، وتحالف إطار التنسيق المدعوم من إيران بزعامة نوري المالكي. ولم يتمكن مجلس النواب العراقي لفترة طويلة من تشكيل حكومة ائتلافية أو انتخاب رئيس جديد. وتسببت الاضطرابات السياسية عدة مرات في احتجاجات وأعمال عنف في بغداد، واعتبرت أخطر أزمة تشهدها البلاد منذ هزيمة تنظيم داعش في البلاد عام 2017، والتي شهد بعدها العراق استقرارًا نسبيًا.
لكن في 27 أكتوبر 2022، تمت الموافقة على حكومة رئيس الوزراء محمد شياع السوداني، من حزب «الإطار التنسيقي»، من قبل مجلس النواب.

### الوضع الحالي
في مؤشر الديمقراطية الانتخابية لمؤشرات عام 2023، احتل العراق المرتبة الثالثة في الشرق الأوسط والمرتبة 115 على مستوى العالم. سجل العراق 0.362 على مؤشر الديمقراطية الانتخابية في عام 2023. اعتبارًا من 27 أكتوبر 2022، رئيس الوزراء العراقي هو محمد شياع السوداني.

## قضايا الثقافة السياسية

### المحاصصة النظام السياسي
وفقًا للمحللين والمتظاهرين العراقيين (انظر الاحتجاجات العراقية 2015–2018)، فإن السياسة (الديمقراطية) في العراق منذ عام 2003 حتى أواخر عام 2020 على الأقل يهيمن عليها ما يسمى بنظام المحاصصة، حيث يوزع المناصب الحكومية على «العرقية والدينية والجماعات الطائفية» في العراق. وقد أكد المتظاهرون والمعلقون أن هذا النظام أدى إلى حكومة غير كفؤة وفاسدة.

### الجمود والقمع والاستبداد
في مؤشر الديمقراطية التابع لوحدة الاستخبارات الاقتصادية، والذي أعدته مؤسسة خاصة مقرها المملكة المتحدة (ناشر مجلة الإيكونوميست) منذ عام 2006، تم تصنيف العراق في الأعوام من 2006 حتى 2018 على أنه «نظام هجين» بدرجات تتراوح بين 4 و6 على مؤشر الديمقراطية. مقياس من 0 إلى 10 (أي يقع بين «الديمقراطية المعيبة» (الدرجات من 6 إلى 8) و«الاستبداد»). ولكن منذ عام 2019 حتى عام 2022 على الأقل، تم تصنيف العراق على أنه «استبدادي» (الدرجات من 0 إلى 4). وتستند النتائج إلى إجابات على 60 سؤالاً أجاب عليها الخبراء أو استطلاعات الرأي العام. في عام 2020، عندما كانت النتيجة الإجمالية للعراق 3.62، سجل العراق نسبة عالية نسبيًا في المشاركة السياسية (6.67) والعملية الانتخابية (5.25)، وذلك بفضل انتخاباته الحرة والنزيهة نسبيًا. ومع ذلك، فقد حصلت على صفر (0) في «أداء الحكومة» بسبب الجمود السياسي خلال معظم عام 2020 وعرقلة عناصر في البرلمان العراقي كل شكل من أشكال الإصلاح السياسي. كما كانت درجة العراق في «الحريات المدنية» (1.18) منخفضة جدًا أيضًا، ويرجع ذلك جزئيًا إلى الاعتقالات التعسفية، ومزاعم التعذيب في السجون، والقمع العنيف للمظاهرات من قبل قوات الأمن.

### حرية الصحافة
وفي عام 2019، أظهر استطلاع أجري لأقل من 100 صحفي عراقي أن 44% من الصحفيين العراقيين تجنبوا الإبلاغ عن الفساد المحتمل، بسبب سيطرة الأحزاب السياسية على محتوى عملهم؛ وأوضح 10% أن مؤسستهم الإعلامية منعت ببساطة تغطية الفساد، بينما كان 6% يخشون انتقام السلطات إذا قاموا بالإبلاغ عن الفساد. كما هاجمت الجماعات غير الحكومية الصحفيين بانتظام انتقامًا لتقاريرهم عن الفساد: منذ تغيير النظام العراقي في عام 2003 حتى عام 2019، قُتل 277 صحفيًا عراقيًا و63 مساعدًا إعلاميًا.
تقوم منظمة مراسلون بلا حدود، وهي منظمة غير ربحية مقرها في فرنسا، منذ عام 2002 بتقييم حرية الصحافة في جميع البلدان، في مؤشر حرية الصحافة الخاص بها. وكانت نتيجة العراق في الأعوام 2018 حتى 2021 تتراوح بين 43 و48 (على مقياس من 100 نقطة)، وهي درجة «صعبة». لكن في عام 2022، انخفضت درجة العراق إلى 28.59 مما يضعه في أدنى فئة مؤهلة على أنها «خطيرة للغاية». ومن بين المؤشرات الخمسة المساهمة: الاجتماعية والسياسية والتشريعية والاقتصادية والأمنية، أعطى المؤشران الأخيران درجات منخفضة للغاية بشكل خاص في عام 2022: سجل «الأمن» 18.27، وسجل «الاقتصادي» 20.07. وحول مؤشر «الأمن/الأمن»، جاء في تقرير منظمة مراسلون بلا حدود لعام 2022: «… يواجه الصحفيون في العراق تهديدات من جميع الجهات ويواجهون ضعف الدولة التي تتقاعس عن واجبها في حمايتهم (…) في السنوات الأخيرة قُتل العديد من الصحفيين في العراق على يد الجماعات المسلحة (...) نادراً ما تؤدي عمليات القتل هذه إلى إجراء تحقيقات (...) كما تُستخدم التهديدات بالقتل والاختطاف في كثير من الأحيان لإرهاب وإسكات الصحفيين. وكان الصحفيون البارزون هم الأهداف الرئيسية لهذا الترهيب، ولكنه يُستخدم في الوقت الحاضر أيضًا ضد الصحفيين الأقل شهرة». وفيما يتعلق بمؤشر «السياق الاقتصادي»: «يرتبط تمويل وسائل الإعلام ارتباطًا وثيقًا بالانتماء السياسي؛ كلما زادت موارد الحزب السياسي، زاد تأثير وسائل الإعلام التابعة له. لقد تخلت العديد من وسائل الإعلام عن استقلاليتها التحريرية بسبب نقص الأموال، أو توقفت ببساطة عن العمل (...)».